# Alexandre Mnouchkine
Pour les articles homonymes, voir Mnouchkine.
Alexandre Mnouchkine (en russe : Александр Александрович Мнушкин), né le 10 février 1908 à Saint-Pétersbourg (Russie) et mort le 3 avril 1993 à Neuilly-sur-Seine (Hauts-de-Seine), est un producteur de cinéma russe naturalisé français.

## Biographie

### Famille
Alexandre Mnouchkine est issu d'une famille juive russe. Ses parents se sont convertis à la religion orthodoxe afin de pouvoir habiter Saint-Pétersbourg, ville alors interdite aux juifs. Cependant, après leur exil en France, ils furent envoyés au camp d'internement de Drancy d'où ils partiront pour les camps nazis.
Il épouse en 1937 June Hannen, fille du comédien britannique Nicholas Hannen (en). Il est le père de la metteuse en scène Ariane Mnouchkine (née en 1939), fondatrice du Théâtre du Soleil, et de Joëlle Mnouchkine.
En 1975, il épouse en secondes noces la comédienne Simone Renant, ancienne épouse du réalisateur Christian-Jaque.

### Carrière
Après ses débuts dans le cinéma en 1932, il a créé la société Les Films Ariane en 1945. 
Il obtient un César d'honneur en 1982.

## Filmographie
- 1946 : Tant que je vivrai de Jacques de Baroncelli
- 1948 : L'Aigle à deux têtes de Jean Cocteau
- 1948 : Les Parents terribles de Jean Cocteau
- 1949 : Bal Cupidon de Marc-Gilbert Sauvajon
- 1950 : Julie de Carneilhan de Jacques Manuel
- 1950 : L'Homme de joie de Gilles Grangier
- 1951 : L'Amant de paille de Gilles Grangier
- 1951 : Le Cap de l'Espérance de Raymond Bernard
- 1952 : Fanfan la Tulipe de Christian-Jaque
- 1953 : Lucrèce Borgia de Christian-Jaque (producteur délégué)
- 1954 : Madame du Barry de Christian-Jaque
- 1955 : La Madelon de Jean Boyer
- 1956 : Si tous les gars du monde de Christian-Jaque
- 1956 : Club de femmes de Ralph Habib
- 1958 : La loi, c'est la loi de Christian-Jaque
- 1959 : Rue des prairies de Denys de La Patellière
- 1962 : Cartouche de Philippe de Broca
- 1962 : La Sage-femme, le Curé et le Bon Dieu (Jessica) d'Oreste Palella (it) et Jean Negulesco
- 1962 : Les Titans de Duccio Tessari
- 1964 : L'Homme de Rio de Philippe de Broca
- 1965 : Les Tribulations d'un Chinois en Chine de Philippe de Broca
- 1967 : Vivre pour vivre de Claude Lelouch
- 1967 : Mise à sac de Alain Cavalier
- 1969 : La Vie, l'Amour, la Mort de Claude Lelouch
- 1969 : Les Gauloises bleues de Michel Cournot
- 1969 : Un homme qui me plaît de Claude Lelouch
- 1970 : Le Voyou de Claude Lelouch
- 1971 : La Poudre d'escampette de Philippe de Broca
- 1972 : L'aventure c'est l'aventure de Claude Lelouch
- 1972 : Chère Louise de Philippe de Broca
- 1973 : Le Magnifique de Philippe de Broca
- 1973 : L'Emmerdeur de Édouard Molinaro
- 1974 : Stavisky de Alain Resnais
- 1974 : 1789 de Ariane Mnouchkine
- 1975 : Vous ne l'emporterez pas au paradis de François Dupont-Midi
- 1975 : Adieu poulet de Pierre Granier-Deferre
- 1975 : L'Incorrigible de Philippe de Broca
- 1977 : Tendre Poulet de Philippe de Broca
- 1977 : Un autre homme, une autre chance de Claude Lelouch
- 1977 : Le Sept à la butte de Daniel Vigne
- 1978 : Préparez vos mouchoirs de Bertrand Blier
- 1979 : L'Homme en colère de Claude Pinoteau
- 1979 : Le Cavaleur de Philippe de Broca
- 1980 : On a volé la cuisse de Jupiter de Philippe de Broca
- 1981 : Psy de Philippe de Broca
- 1981 : Garde à vue de Claude Miller
- 1981 : Le Professionnel de Georges Lautner (producteur délégué)
- 1982 : T'empêches tout le monde de dormir de Gérard Lauzier
- 1982 : La Balance de Bob Swaim
- 1986 : Le Nom de la rose de Jean-Jacques Annaud
- 1987 : Contrôle de Giuliano Montaldo
- 1987 : Dernier Été à Tanger de Alexandre Arcady
- 1989 : La Révolution française de Robert Enrico (« Les années lumière ») et Richard T. Heffron (« Les années terribles »)
- 1989 : Vanille Fraise de Gérard Oury
- 1989 : L'Africana de Margarethe von Trotta
- 1993 : La Prédiction de Eldar Riazanov
- 1994 : Une pure formalité de Giuseppe Tornatore (producteur associé)

## Récompenses et nominations
- César d'honneur en 1982